# Каплан Юрій Геннадійович
Юрій Геннадійович Каплан (нар. 2 жовтня 1988, Запоріжжя) — український співак, поет і композитор, який здобув популярність після появи на YouTube його гумористичних відеозвернень до зірок шоу-бізнесу; лідер гурту «Валентин Стрикало».

## Біографія
Народився 2 жовтня 1988 року. Юрій родом з Запоріжжя, де закінчив  ліцей №105. Після ліцею переїхав до Києва, вчився в Київському Національному Економічному Університеті імені Вадима Гетьмана на факультеті міжнародної економіки і менеджменту. У Юрія є брат Марк, на п'ять років молодший, який є співведучим каналу "Телебачення Торонто" та власного відеоблогу на YouTube.

### Діяльність в інтернеті
Свій перший ролик — відеозвернення до В'ячеслава Малежика — Юрій Каплан опублікував на YouTube в березні 2008 року, назвавшись «Валентином Стрикалом з села Бурильцева». За визнанням автора, це відео було знято під враженням від схожого ролика студії My Duck's Vision, в якому Сем Нікель, один з акторів студії, також звертався до Малежика.
Згодом Юрій записав звернення до Тіматі, Діми Білана, Потапа і Насті Каменських, Чай вдвоём, МакSим, Timbaland і Сергія Звєрєва. Звернення до переможця Євробачення 2008 Діми Білана на YouTube протягом місяця з дня розміщення переглянули близько 90 000 користувачів, а посилання на відео поширилися по всьому Рунету. Кількість переглядів ролика із зверненням до Діми Білана перевищила 1 500 000, а зі зверненням до Тіматі — 1 000 000. Загальна кількість переглядів його звернень до зірок естради на YouTube перевищила 5 мільйонів.

### Гурт «Валентин Стрикало»
Вперше у своїй кар'єрі Юрій дав виступ як гість на Comedy Club Dnepr Style ще в 2008 році. Перший сольний концерт був даний восени 2008 року в Києві в клубі «Цар». Гурт «Валентин Стрикало» був утворений в 2010 році. Концертний репертуар складається як з сольної творчості Юрія Каплана в рок- аранжуванні, так і з пісень, що виконувалися в його колишніх колективах: гурт inShe («Так гріє», «Аптека») і гурт «Водичка-Пузырьки» («Наше лето», «Гори»). 
24 лютого 2012 року вийшов дебютний альбом гурту «Валентин Стрикало», що отримав назву «Смирись и расслабься!». 20 жовтня 2013 вийшов другий альбом гурту під назвою «Часть чего-то большего», який включив в себе як нові, так і вже відомі пісні, раніше виконувані на концертах. Гурт «Валентин Стрикало» активно гастролював країнами СНД.

### Громадянська позиція
Під час Євромайдану у грудні 2013 року написав у своєму твітері, що якщо майдан провалиться, то регіонали влаштують у країні жах. Улітку 2014 року були скасовані концерти у Росії з боку організаторів за невияснених причин. Також, Каплан зазначив, що через його підтримку майданівців та гастролі у Росії його критикують як з російського, так і з українського боку. Юрій заявив, що такою поведінкою він демонструє свою мету як не війну, а мир.
Після анексії Криму та початку війни на сході  разом із гуртом «Валентин Стрикало», до кінця діяльності гурту 2018 року, продовжував гастролювати теренами Росії. 
Під час повномасштабного російського вторгнення в Україну 2022 року, Каплан активно підтримував ЗСУ і висвітлював правду про війну (в тому числі для росіян, які на нього підписані) на своїй сторінці в Instagram.

## ЗМІ
У квітні 2010 року Сергій Стіллавін, помітивши Юрія на порталі YouTube, запросив його взяти участь у своєму авторському шоу на радіо «Маяк». Незабаром сюжети і програми за участю Каплана з'явилися на «Серебряном дожде», НТВ, Рен ТВ, MTV, M1, А-One. Журнал «Русский пионер» зробив його героєм серпневого номера як «головного співака покоління Web 2.0», а в липні 2010 року російський Forbes включив Юрія в першу трійку артистів, які прославилися в Інтернеті. 3 серпня 2010 року в ефірі української радіостанції «Джем FM» (95,6) вперше прозвучала студійна версія пісні «Кайен», яку він записав уже в складі обіцяного нового гурту.
17 вересня 2010 року виступ Юрія показали на російському Першому каналі в шоу «Большая разница в Одессе». 8 грудня 2010 року він узяв участь у програмі «Звездочат» каналу A-ONE, а 1 квітня 2011-го з'явився в передачі «Пусть говорят», де виконав фрагмент пісні «Всё решено».